# Судовладелец
Судовладелец (англ. Shipowner), а также сравнительно редко арматор (от лат. вооружающий, снаряжающий) — юридическое или физическое лицо, эксплуатирующее судно от своего имени. Судовладелец не обязательно является владельцем судна, им может быть лицо, эксплуатирующее судно на основании договора с собственником.

## Общие положения
Судовладелец экипирует судно и эксплуатирует его, перевозя грузы на основе заключенного договора морской перевозки (фрахта). Судовладелец нанимает команду судна и капитана судна. Судовладелец может передать судно в чартер (тайм-чартер или бербоут-чартер). В таком случае фрахтователь по тайм-чартеру или бербоут-чартеру сам становится диспонентным судовладельцем (англ. Disponent owner).
Судовладелец несёт ответственность перед владельцами грузов, а также гражданскую ответственность за ущерб, который может быть нанесён третьим лицам в процессе эксплуатации судна. Эта ответственность может быть застрахована путём заключения договора страхования гражданской ответственности судовладельца.

## Обязанности судовладельца
Согласно статье 60 Кодекса торгового мореплавания Российской Федерации судовладелец обязан:
1. Обеспечить членам экипажа судна:
  - безопасные условия труда;
  - охрану их здоровья;
  - наличие спасательных средств;
  - бесперебойное снабжение продовольствием и водой;
  - наличие надлежащих помещений (кают, столовых, санитарных узлов, медицинских пунктов и помещений для отдыха);
  - культурно-бытовое обслуживание.
2. Страховать:
  - заработную плату и другие причитающиеся членам экипажа судна суммы, в том числе расходы на репатриацию;
  - жизнь и здоровье членов экипажа судна при исполнении ими трудовых обязанностей.

## Объём ответственности судовладельцев
Объём ответственности судовладельца при перевозке грузов по коносаменту по международным правилам определён в Гаагских правилах.
В соответствии с Гаагскими правилами судовладелец (перевозчик) обязан надлежащим образом с проявлением должной заботливости грузить, укладывать, перевозить, сохранять и выгружать перевозимый груз. В Гаагских правилах также предусмотрено, что любой пункт, статья или условие в договоре перевозки, освобождающие перевозчика от ответственности за убытки, возникающие вследствие небрежности, вины или упущений последнего, или уменьшающие эту ответственность иным образом, чем это предусмотрено Гаагскими правилами, считаются недействительными и не имеют юридической силы и правовых последствий. Вместе с тем в соответствии с этими Правилами перевозчик может быть освобождён от ответственности за потери или убытки, явившиеся результатом обстоятельств непреодолимой силы, карантинных ограничений, военных действий, восстаний или гражданских волнений, скрытых недостатков груза.
Кроме того, в различных странах действуют свои национальные системы ответственности судовладельцев.